# Бегство (фильм, 1986)
«Бегство» (пол. Ucieczka) — драматический телефильм польского режиссёра Томаша Шадковского, снятый в качестве дипломной работы под художественным руководством культового режиссёра и кинодраматурга Кшиштофа Кесьлёвского. Первый и единственный полнометражный художественный фильм Шадковского, после которого он ушёл в документальное кино.
Во время учёбы Шадковский снимал документальные фильмы в рамках выполнения курсовых работ. Их основной темой являлись проблемы «трудной молодёжи» Польши 1980-х годов. Режиссёр решил развить эту тему в виде дипломной работы.
Второй фильм из цикла «Хроника происшествий» (пол. Kronika wypadków), состоящего из трёх дипломных фильмов выпускников Силезского университета: «Через прикосновение» (реж. Магдалена Лазаркевич) — «Бегство» (реж. Томаш Шадковский) — «Дети свалок» (реж. Мачей Дейчер).

## Сюжет
Дерзкая и самоуверенная девушка, у которой начались проблемы с законом, попадает в исправительное учреждение. Для того чтобы выбраться оттуда, она симулирует психическое расстройство. Под конвоем милиции и в наручниках её доставляют в психиатрическую больницу на обследование. Ожидая в машине, она видит, как поблизости группа пациентов играет в мяч. Среди них девушка замечает молодого парня в куртке и шерстяной шапке. Воспользовавшись недосмотром охранников, девушка заманивает юношу в машину, а затем приказывает ему сесть за руль и протаранить ворота больницы. С этого начинается их побег.
Сначала случайный сообщник является всего лишь беспомощным и послушным инструментом в руках девушки. Со временем выясняется, что он не такой чудак, как она думала. Он притворяется немым, но, поддавшись на провокацию девушки, случайно заговаривает. Однако именно она руководит бегством. Девушка вновь связывается со своим парнем в надежде, что он поможет ей. Чтобы раздобыть денег, они вместе продают украденный во время побега автомобиль механику. Однако её ждет горькое разочарование, узнав, что, соблазнившись крупной суммой денег, возлюбленный сошёлся со зрелой женщиной, хозяйкой мотеля. Понимая, что рассчитывать она может только на себя, девушка решает оставить своего попутчика в его семейном доме. Но эта обстановка лишь вредит чувствительному юноше: властная мать с чрезмерной опекой и отец, лишённый тонких чувств. Впав в истерику, парень сбегает из дома и возвращается к девушке. С этого момента они вместе уже не по обстоятельствам, а по выбору, но испытать счастье им не суждено.

## Над фильмом работали
В ролях
| Актёр                | Роль                                  |
| -------------------- | ------------------------------------- |
| Адрианна Беджиньская | девушка                               |
| Збигнев Замаховский  | парень                                |
| Ежи Штур             | механик Чеслав Полип (Чеся)           |
| Марек Савицкий       | бывший партнёр девушки Кшиштоф (Кшиш) |
| Ирена Лясковская     | мать парня                            |
| Веслав Джевич        | отец парня                            |

В эпизодах
- Збигнев Осмульский
- Анджей Ковалик
- Изабелла Лясковская
- Рената Палыс
- Анджей Бельский
- Мечислав Яновский
- Халина Пеховская
- Гражина Трыбула (не указана в титрах)

Съёмочная группа
- Автор сценария и режиссёр-постановщик: Томаш Шадковский
- Оператор-постановщик: Кшиштоф Пакульский
  - Оператор: Анджей Слонзак
  - Фотограф: Сильвия Пакульская
- Художники-постановщики: Тадеуш Косаревич, Анна Коварская
- Композитор: Збигнев Прайснер
  - Дирижёр: Бартош Вадиак
- Звукорежиссёр: Александер Голэмбёвский
  - Шумовик: Станислав Хойден
  - Консультант по музыкальному оформлению: Ивона Волович
- Художник по костюмам: Эльжбета Голиньская
- Гримёр: Малгожата Гнедзейко
- Монтажёр: Ирена Хорыньская
- Директор картины: Анджей Яновский
- Художественный руководитель: Кшиштоф Кесьлёвский[1]

## Реакция и признание
Фильм выпускника факультета радио и телевидения Силезского университета вызвал большой интерес со стороны критиков, которые впоследствии предвосхитили его «блестящую» режиссёрскую карьеру. Они оценили оригинальность подачи сюжета, напряжённость атмосферы и динамичный монтаж. Также критики смогли найти многочисленные аналогии со знаменитым фильмом «Пролетая над гнездом кукушки» Милоша Формана: так же, как и в фильме Формана, два главных героя — это маргиналы, которые не вписываются в окружающий мир, и неспособные смириться с этим.

## Награды и упоминания
| Награда                                                                                   | Кому присуждена                                             |
| Фестиваль польских художественных фильмов в Гданьске (1986)                               | Фестиваль польских художественных фильмов в Гданьске (1986) |
| ----------------------------------------------------------------------------------------- | ----------------------------------------------------------- |
| «Бронзовые Гданьские Львы» за лучший режиссёрский дебют в категории телевизионных фильмов | Томаш Шадковский                                            |
| «Бронзовые Гданьские Львы» за операторскую работу                                         | Кшиштоф Пакульский                                          |
| Фестиваль дебютных фильмов «Молодежь и кино» в Кошалине (1987)                            |                                                             |
| Премия еженедельного журнала «Razem» за сценарий                                          | Томаш Шадковский                                            |
| Почётное упоминание                                                                       | Кто упомянут                                                |
| Фестиваль польского молодого кино в Гданьске (1987)                                       |                                                             |
| Почётное упоминание в категории актёрских работ                                           | Адрианна Беджиньская Збигнев Замаховский                    |